# Conopsis megalodon
Conopsis megalodon — вид змій родини полозових (Colubridae). Ендемік Мексики.

## Поширення і екологія
Conopsis megalodon мешкають в горах Південної Сьєрра-Мадре в штатах Герреро і Оахака. Вони живуть в соснових, сосново-дубових і широколистяних лісах, трапляються у вторинних лісах. Зустрічаються на висоті від 1730 до 3200 м над рівнем моря.